# Nati nel 1453
| Questa pagina contiene informazioni ricavate automaticamente dalle voci biografiche con l'ausilio del template Bio e di un bot. L'aggiornamento è periodico e automatico e ricostruisce completamente la pagina. Se manca una persona in questa lista, sei pregato di non aggiungerla, ma accertati piuttosto che la sua voce biografica contenga il template Bio e che i dati anagrafici siano correttamente compilati. Se il template Bio manca, inseriscilo tu stesso o, in alternativa, metti l'avviso {{tmp\|Bio}} che ne segnala la mancanza. Se i dati riportati sono sbagliati, correggi direttamente la voce biografica; le modifiche saranno visibili in questa lista entro pochi giorni. Per chiarimenti vedi il progetto biografie. La lista contiene solo le 29 persone che sono citate nell'enciclopedia e per le quali è stato implementato correttamente il template Bio. Pagina aggiornata al 26 giu 2025. |

- 17 gennaio - Andrea Paleologo, nobile († 1502)
- 6 febbraio - Girolamo Benivieni, poeta italiano († 1542)
- 3 marzo - Filippo II di Waldeck, nobile tedesco († 1524)
- 25 marzo - Pedro Fernández de Villegas, religioso e umanista spagnolo († 1536)
- 10 maggio - Georg Fugger, banchiere e mercante tedesco († 1506)
- 13 maggio - Maria Stuart, principessa scozzese († 1488)
- 10 giugno - Francesco Soderini, cardinale e vescovo cattolico italiano († 1524)
- 12 agosto - Antonio di Neri Barili, scultore, architetto e intagliatore italiano († 1517)
- 16 agosto - Jan Standonck, religioso belga († 1504)
- 1º settembre - Gonzalo Fernández de Córdoba, generale e politico spagnolo († 1515)
- 15 settembre - Alfonso XII di Castiglia, sovrano († 1468)
- 2 ottobre - Hieronymus Bosch, pittore fiammingo († 1516)
- 13 ottobre - Edoardo di Lancaster, principe inglese († 1471)
- 28 ottobre - Giuliano de' Medici, politico italiano († 1478)
- 13 novembre - Cristoforo I di Baden, nobile tedesco († 1527)
- 20 novembre - Giacomo Cozzarelli, scultore, architetto e pittore italiano († 1515)
- 23 novembre - Clarice Orsini, nobile italiana († 1488)
- 25 novembre - Juan de Vera, cardinale spagnolo († 1507)
- Giovanni Battista Abioso, matematico, astronomo e medico italiano († 1523)
- Filippo Beroaldo il Vecchio, umanista e filologo italiano († 1505)
- João Fernandes Lavrador, esploratore portoghese († 1505)
- Filippo di Hochberg, nobile svizzero († 1503)
- Michele Marullo Tarcaniota, poeta greco († 1500)
- Michail III di Tver', principe († 1505)
- Guillaume de Montmorency, politico francese († 1531)
- Fiordelisa Maria Sforza, nobildonna italiana († 1522)
- Pietro Summonte, umanista italiano († 1526)
- Simonetta Vespucci, nobildonna italiana († 1476)
- Adrián de Moxica, nobile, esploratore e navigatore spagnolo († 1499)